# Carme (maan)
Carme is een maan van Jupiter. Ze is vernoemd naar Carme uit de Griekse mythologie, de moeder van Britomartis van wie Zeus de vader was.
De naam Carme kreeg de maan pas in 1975. Tot die tijd ging de maan door het leven met de naam Jupiter XI.
Omdat de maan vanaf aarde is ontdekt met behulp van sterke telescopen en de maan nooit is onderzocht door een ruimtesonde is er weinig over bekend.